# ВВС 59-й армии
Военно-воздушные силы 59-й армии (ВВС 59-й армии) — оперативное авиационное соединение времен Великой Отечественной войны.

## История и боевой путь
ВВС 59-й армии сформированы 15 ноября 1941 года на основании Директивы Ставки Верховного Главного Командования от 2 ноября 1941 года в Сибирском военном округе.
После передислокации на территорию Архангельского военного округа, до конца первой половины декабря 1941 г. участвовала в строительстве Череповецкого укрепленного района и в укреплении оборонительного рубежа по берегу озера Белое и реке Шексна до населенного пункта Мякса.
С 18 декабря 1941 г. армия вошла в состав Волховского фронта и в его составе занимала оборону по правому берегу реки Волхов на рубеже Водосье, Ефремово. С января 1942 года войска армии участвовали в Любанской операции, в ходе которой во взаимодействии с 4-й и 52-й армиями, в последующем со 2-й ударной армией наступали на направлении главного удара фронта. Несмотря на незавершенность операции, соединения армии в январе освободили населенные пункты Пересвет, Остров, Кипрово, в феврале захватили плацдарм на левом берегу реки Волхов, в марте-апреле сорвали планы противника по полному окружению 2-й ударной армии и подготовке нового наступления на Ленинград/
С 24 апреля 1942 г. армия включена в состав Волховской группы войск Ленинградского фронта, а с 9 июня переподчинена Волховскому фронту и в его составе обороняла плацдарм на реке Волхов в районе Мясного Бора, а также рубеж по правому берегу этой реки до Новгорода и северо-восточного побережья озера Ильмень.
В конце июля 1942 года ВВС армии упразднены, вся авиация передана в состав 14-й воздушной армии Волховского фронта. В составе действующей армии во время Великой Отечественной войны ВВС армии находились с 18 декабря 1942 года по 27 июля 1942 года.

## Командующие
- полковник Котельников Павел Леонтьевич[1], с 12.1941 -

## В составе объединений
| Дата          | Фронт (округ)                                     |
| ------------- | ------------------------------------------------- |
| 28.07.1941 г. | ВВС Сибирского военного округа                    |
| 15.11.1941 г. | Резерв ставки ВГК                                 |
| 18.12.1942 г. | ВВС Волховского фронта                            |
| 24.04.1942 г. | ВВС Ленинградского фронта Волховская группа войск |
| 09.06.1942 г. | ВВС Волховского фронта                            |

## Участие в операциях и битвах
- Битва за Ленинград:
  - Любанская наступательная операция — с 7 января 1942 года по 30 апреля 1942 года.

## Боевой состав
| - 2-я резервная авиационная группа - 283-й истребительный авиационный полк; - 434-й истребительный авиационный полк; - 515-й истребительный авиационный полк; - 520-й истребительный авиационный полк; - 10-й бомбардировочный авиационный полк; - 41-й истребительный авиационный полк; - 660-й ночной бомбардировочный авиационный полк. |

| - 2-я резервная авиационная группа - 19-й истребительный авиационный полк; - 41-й истребительный авиационный полк; - 434-й истребительный авиационный полк; - 520-й истребительный авиационный полк; - 10-й бомбардировочный авиационный полк; - 658-й ночной бомбардировочный авиационный полк; - 660-й ночной бомбардировочный авиационный полк. |

| - 658-й ночной бомбардировочный авиационный полк; - 660-й ночной бомбардировочный авиационный полк. |

| - 658-й ночной бомбардировочный авиационный полк; - 660-й ночной бомбардировочный авиационный полк. - 116-я разведывательная авиационная эскадрилья. |

| - 658-й ночной бомбардировочный авиационный полк; - 660-й ночной бомбардировочный авиационный полк. - 116-я разведывательная авиационная эскадрилья. |

| - 658-й ночной бомбардировочный авиационный полк; - 660-й ночной бомбардировочный авиационный полк. - 283-й истребительный авиационный полк; - 845-й истребительный авиационный полк; |